# Acid (virus máy tính)
Acid là một virus máy tính nhiễm Tập tin.COM và .EXE bao gồm command.com. Nếu file bị nhiễm được thực thi, virus sẽ ảnh hưởng toàn bộ Tập tin.EXE trong thư mục hiện hành. Sau đó, nó tiếp tục lây sang các tập tin.COM. Chương trình máy tính nhiễm Acid sẽ có thêm 792 byte đầu tiên bị ghi đè với mã Acid.
Các chuỗi text được tìm thấy trong file lây nhiễm: 
- "*.EXE *.COM.."
- "Program too big to fit in memory"
- "Acid Virus"
- "Legalize ACiD và Pot"
- "By: Copyfright Corp-$MZU"